# Sommer-Paralympics 2008/Teilnehmer (Angola)
| stlisierte Goldmedaille | stlisierte Silbermedaille | stlisierte Bronzemedaille |
| ----------------------- | ------------------------- | ------------------------- |
| —                       | 3                         | —                         |

Angola nahm mit zehn Athleten an den Sommer-Paralympics 2008 im chinesischen Peking teil.
Fahnenträger beim Einzug der Mannschaften war der Leichtathlet Jose Armando. Dieser gewann auch alle drei Silbermedaillen für Angola in den Disziplinen 100 Meter, 200 Meter und 400 Meter (Klasse T11).

## Teilnehmer nach Sportart

### Leichtathletik
Männer
- Isaac Adao
- Nelson Antonio
- Jose Armando, 3×  (100 Meter, 200 Meter, 400 Meter; Klasse T11)
- Miguel Francisco
- Nzovo Gonga
- Joaquim Manuel
- Abel Marith
- Octavio dos Santos
- Domingos Sebastiao

Frauen
- Evalina Alexandre